# 新名星花
新名 星花（にいな るるか、2003年9月21日 - ）は、日本のタレント、元子役。キリンプロに所属していた。
2023年時点では東京藝術大学美術学部デザイン科に在学中。
父親は漫画家の新名昭彦。母親は元青二プロダクションの声優。

## 出演
脚注の無いデータは、キリンプロ公式サイトに掲載されていたプロフィールからの参考。

### 映画
- 猿ロック（2010年、SDP / ショウゲート）
- 少年H（2013年、東宝）

### テレビドラマ
- 歌のおにいさん（2009年、テレビ朝日）
- 土曜ワイド劇場 法医学教室の事件ファイル 35（2012年、テレビ朝日）
- 神様のボート（2013年、NHK BSプレミアム）
- ちびまる子ちゃん（2013年、フジテレビ）
- 先に生まれただけの僕（2017年、日本テレビ）

### テレビ番組
- くりぃむナントカ（テレビ朝日）
- ひみつの嵐ちゃん!（TBS）
- サタデーバリューフィーバー（日本テレビ）
- はじめての一枚（読売テレビ）
- ミルクチャポン 〜みんなのMILK JAPAN〜（TBS）
- run for money 逃走中（フジテレビ）
- ザ・ベストハウス123（フジテレビ）
- がっちりアカデミー!!（TBS）
- 爆問パワフルフェイス!（TBS）
- 教科書にのせたい!（TBS）
- Oh!どや顔サミット（朝日放送）
- ファミリーヒストリー（NHK） - 武蔵篇
- ピカルの定理（フジテレビ） - ナレーション
- 解決!ナイナイアンサー（日本テレビ）
- 奇跡体験!アンビリバボー（フジテレビ）
- 今、この顔がスゴい!（TBS） - #11「体育の家庭教師」
- 相葉マナブ（テレビ朝日）
- めちゃ2イケてるッ!（フジテレビ） - 「めちゃギントン」
- ヒネクレ星雲第4惑星 モノモース（日本テレビ）
- オモクリ監督 〜O-Creator's TV show〜（フジテレビ） - ナレーション
- 日本人の3割しか知らないこと くりぃむしちゅーのハナタカ!優越館（テレビ朝日）
- ザ・プロファイラー 〜夢と野望の人生〜（NHK） - 林芙美子 役
- 爆報! THE フライデー（TBS） - ミステリー第113弾
- フルタチさん（フジテレビ） - 寿司屋の娘 役
- 行列のできる法律相談所（日本テレビ）

### CM
- サントリー「BOSS」
- スパリゾートハワイアンズ
- アリオ「クリスマス」
- 早稲田アカデミー
- ニチレイ 冷凍食品「特から」
- MIXI「モンスターストライク」
- ENEOS
- サマージャンボ宝くじ
- ニチバン「絆創膏」

### スチール
- 富士通
- クラシエホールディングス「ナイーブ」
- FLENS株式会社

### ビデオパッケージ
- フジテレビ「マルチメディア放送サービス」
- ベネッセ「チャレンジタッチ」
- 大京グループ

### WEB
- サントリー「BOSS」
- 富士通
- 三井住友カード（2018年[3]）